# Teledamo
Teledamo è il nome di due figure della mitologia greca:
1. Un figlio attribuito all'unione di Odisseo e di Calipso[1], la cui leggenda è identica a quella di Telegono.
2. Il nome di un figlio di Agamennone e Cassandra, gemello di Pelope; insieme al fratello, venne ucciso in tenera età da Egisto, allorché quest'ultimo, usurpato il trono di Micene, volle sbarazzarsi di tutta la famiglia di Agamennone. Fu sepolto tra le rovine di Micene insieme al padre e al suo gemello.

### Fonti
1. Commento di Eustazio a Omero, p. 1796, 47.
2. Pausania, libro II, 16, 5.

### Fonti moderne
- Robert Graves, I miti greci, Milano, Longanesi, ISBN 88-304-0923-5.
- Angela Cerinotti, Miti greci e di roma antica, Prato, Giunti, 2005, ISBN 88-09-04194-1.
- Anna Ferrari, Dizionario di mitologia, Litopres, UTET, 2006, ISBN 88-02-07481-X.
- Pierre Grimal, Enciclopedia della mitologia 2ª edizione, Brescia, Garzanti, 2005, ISBN 88-11-50482-1. Traduzione di Pier Antonio Borgheggiani